# Stazione di San Bonifacio

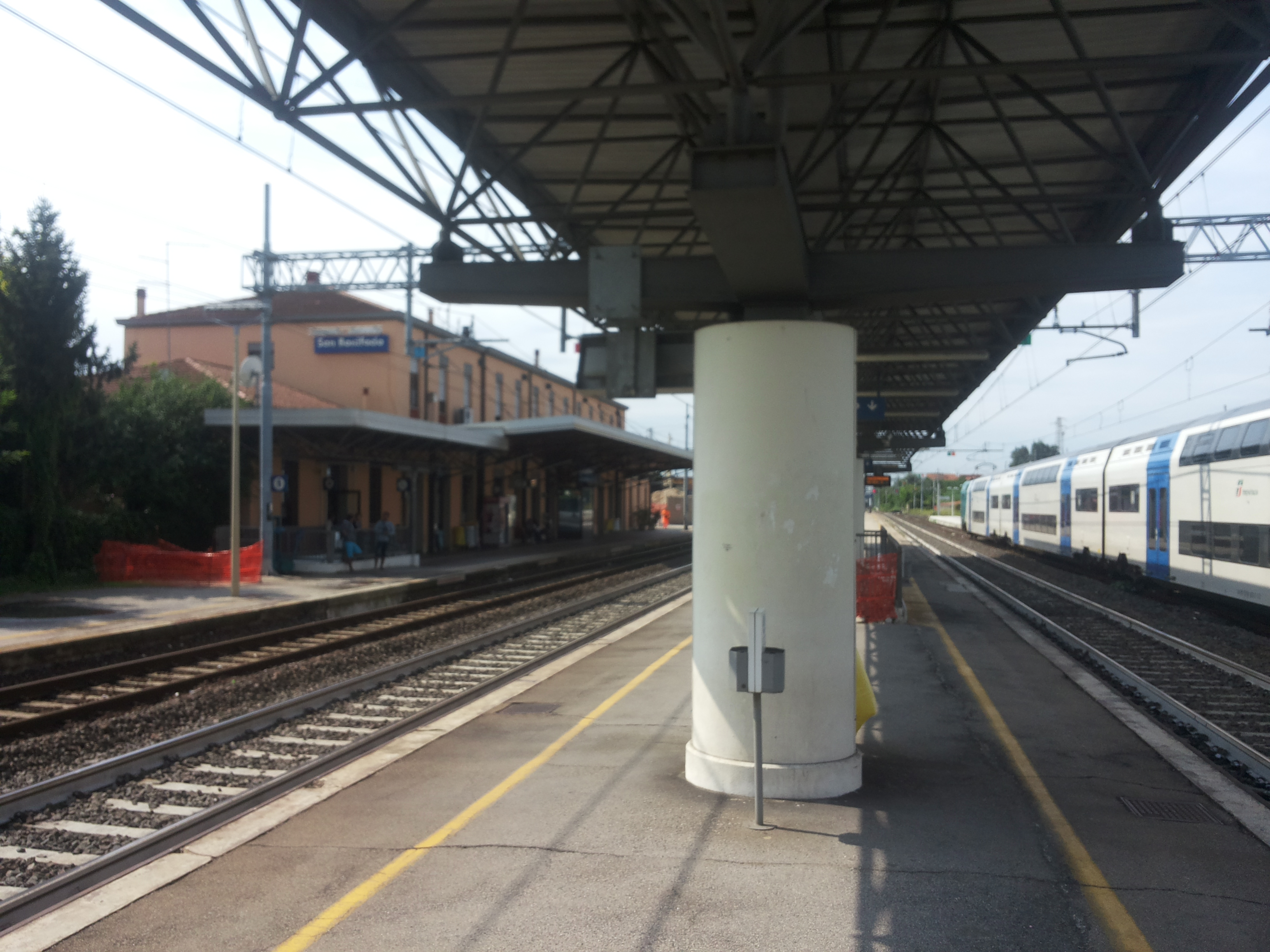
Stazione di San Bonifacio, lato binari

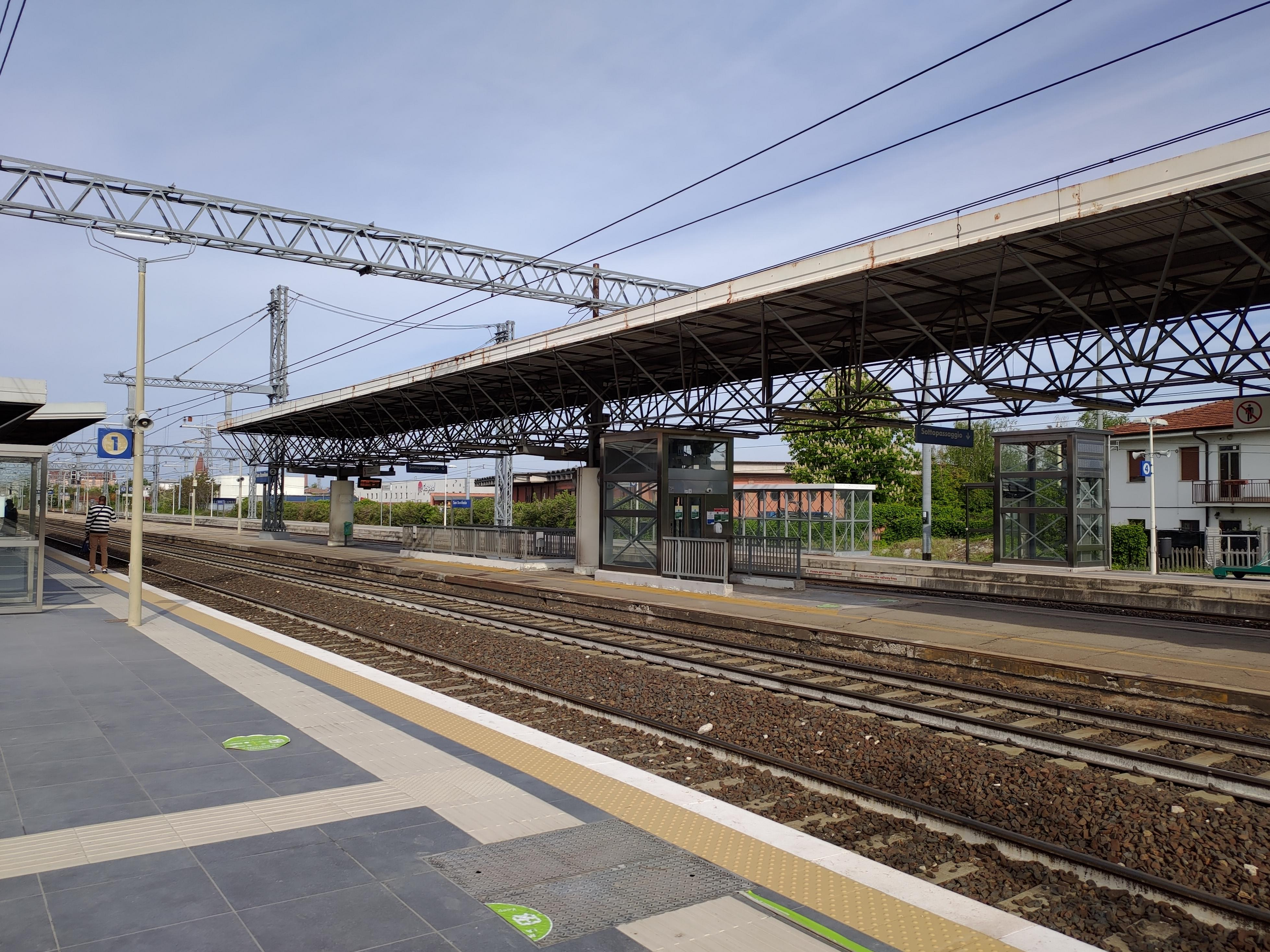
Stazione di San Bonifacio

La stazione ferroviaria di San Bonifacio si trova sulla linea ferroviaria Milano – Venezia, nel comune veronese di San Bonifacio.
Serve la città di San Bonifacio.

## Storia
Fino al 1951 era denominata "Sambonifacio".

## Strutture e impianti
La stazione è dotata di quattro binari passanti; prima era presente uno scalo merci.
Fermano tutti i treni regionali e regionali veloci tra Venezia Santa Lucia e Verona Porta Nuova. Fino a dicembre 2013 fermavano in questa stazione anche i treni regionali veloci tra Venezia Santa Lucia e Milano Centrale. Questi treni sono stati aboliti dall'entrata in vigore dell'orario cadenzato.
La stazione è gestita da RFI. La circolazione dei treni viene gestita tramite apparato computerizzato (ACCM).

## Movimento
La stazione è servita da treni regionali svolti da Trenitalia nell'ambito del contratto di servizio stipulato con le regioni interessate.

## Servizi
La stazione, che RFI classifica nella categoria silver, dispone dei seguenti servizi:
- Biglietteria a sportello
- Biglietteria automatica
- Bar
- Servizi igienici